# Charlotte Schreiber-Just
Charlotte Schreiber-Just (* 2. August 1914 in Berlin; † 25. Juli 2000 in Stuttgart; vereinzelt auch Charlotte Schreiber) war eine deutsche Schauspielerin und Hörspielsprecherin.

## Leben
Charlotte Schreiber-Just war seit dem Jahr 1954 an den Städtischen Bühnen Dortmund engagiert. Dort spielte sie unter anderem 1954 die Herzogin in dem Lustspiel Das Glas Wasser von Eugène Scribe und 1955 die Ftatateeta in George Bernard Shaws Cäsar und Cleopatra.
Später wechselte sie nach Stuttgart an verschiedene Bühnen. So ist im Jahr 1991 ein Auftritt in Henrik Ibsens Theaterstück Nora oder Ein Puppenheim in der Rolle der Anne-Marie am Alten Schauspielhaus Stuttgart zu verzeichnen.
Charlotte Schreiber-Just wirkte auch in einigen Fernsehproduktionen mit. Darunter befand sich die bekannte Fernsehserie des Süddeutschen Rundfunks (SDR) Fernfahrer von Theo Mezger mit Rudolf Krieg und Pit Krüger, in der sie die Rolle der Agnes Stadler verkörperte.  Sie war auch in dem Fernsehfilm Detective Story (Polizeirevier 21) ebenfalls unter der Regie von Theo Mezger mit Hans Christian Blech und Karl John zu sehen. Zudem arbeitete Charlotte Schreiber-Just auch als Hörspielsprecherin. In der Produktion Der letzte Tag von Lissabon von Günter Eich in einer Inszenierung von Otto Kurth (Produktion des SDR 1961) sprach sie neben Paul Hoffmann, Hans Mahnke und Lina Carstens.
Charlotte Schreiber-Just war mit dem Schauspieler Gerhard Just verheiratet. Sie wurde auf dem Friedhof Stuttgart-Plieningen neben ihrem Ehemann beigesetzt. Das Grab der beiden befindet sich in Abt. 8, Reihe 1, Nr. 12.

## Filmografie
- 1963: Detective Story (Fernsehfilm) – Regie: Theo Mezger
- 1963–1967: Fernfahrer (Fernsehserie) – sieben Folgen als Agnes Stadler – Regie: Theo Mezger

## Hörspiele
- 1961: Tobias oder Das Ende der Angst – Regie: Joachim Höhne
- 1961: Penthesilea – Autor und Regie: Walter Knaus
- 1961: Der letzte Tag von Lissabon – Regie: Otto Kurth
- 1962: Der Fall Ambrose – Regie: Miklós Konkoly
- 1963: Vater braucht eine Frau – Regie: Otto Düben
- 1963: Der Tod des Philatelisten – Regie: Miklós Konkoly
- 1963: Lysistrate – Regie: Walter Knaus